# استان بایبورد
بایبورد یا بایبورت نام یکی از استان‌های ترکیه است که مرکز آن هم شهر بایبورد است.
این استان در قسمت جنوبی دریای سیاه در شمال شرقی ترکیه قرار گرفته و مشتمل بر سه شهرستان (ایلچه) و چهار دهستان (بوجاق) است که اکثر آنها در دشت قرار دارد. رود چوروخ و کلکیت (Kelkit) از آن می‌گذرد و رشته کوه چرمن قوب (Cirmen-Kob) در جنوب آن امتداد دارد. دشتهای بایبورد در مغرب و هرت یا خرت (Hart) در شمال آن قرار گرفته است و چندین چشمه دارد. محصولات عمده آن عسل و حبوبات است و پارچه‌های پشمی، گلیم و فرش در آن بافته می‌شود. دامداری و مجتمع صنعتی گوشت و ماهی دارد. در گذشته از صنایع دستی، زرگری آن مشهور بود و عسل و موم آنجا به بندر مارسی فرانسه صادر می‌شد. در اواخر قرن نوزدهم میلادی گروه‌هایی از ارامنه در آنجا زندگی می‌کردند. مردم عمدتاً به ترکی آذربایجانی سخن می‌گویند. راه اصلی عبوری ایران-ترکیه که قسمت شرقی آناتولی را به دریای سیاه می‌پیوندد از آن می‌گذرد.

## شهرستان‌ها

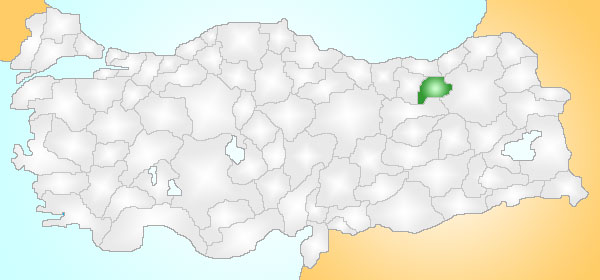

این استان سه شهرستان دارد:
- آیدین‌تپه
- بایبورد
- دمیراوزو